# Sân bay Ambilobe
Sân bay Ambilobe (IATA: AMB, ICAO: FMNE) là một sân bay ở Ambilobe, Madagascar.